# Политический менеджмент (журнал)
Политический менеджмент (журнал) — украинский научный журнал (укр. Політичний менеджмент), входящий в перечень рецензируемых научных изданий МОН (ВАК) Украины для опубликования основных научных результатов диссертаций по политическим (с 2003), социологическим (2003—2010) и историческим (с 2010) наукам.

ISSN: 2078—1873.

Основан в 2001 году Украинским центром политического менеджмента. В 2003 году соучредителем издания стал Институт политических и этнонациональных исследований им. И. Ф. Кураса НАН Украины. Выходит 6 раз в год, объём 15 печатных листов. Издатель: Украинский центр политического менеджмента (до 2011), «Центр социальных коммуникаций» (с 2011).

Главный редактор (с 2001) — Шайгородский Юрий Жанович, доктор политических наук.
 Проблематика: политология, научный анализ и прогнозирование политического развития общества, разработка теоретических основ внутренней и внешней политики страны, конфликтология, социальная и политическая психология, история. Общий тираж издания (на 2014 год) составил более 35000 экз. За время выхода журнала на его страницах опубликовано около 1400 статей украинских и зарубежных авторов. 

## Наукометрические показатели
По данным Национальной библиотеки Украины им. В. И. Вернадского, — одно из самых цитируемых отечественных научных изданий, наиболее цитируемое издание по политическим наукам.

Содержание журнала раскрывается в национальной реферативной базе данных «Украиника научная» и в украинском реферативном журнале «Джерело». Электронная версия представлена на портале «Научная периодика Украины» Национальной библиотеки Украины им. В. И. Вернадского на сайте Института политических и этнонациональных исследований им. И. Ф. Кураса НАН Украины и на сайте Украинского центра политического менеджмента.

Включен в национальный рейтинг научных периодических изданий «Библиометрика украинской науки», в котором индексируются полные тексты научных публикаций всех форматов и дисциплин. По состоянию на 1 августа 2020 года, вклад журнала «Политический менеджмент» по двум ключевым показателям оценен: h-индекс (индекс Хирша) = 29; i-индекс = 219.

## Редакционная коллегия
В. Андрущенко, М. Багмет, Е. Бородин, Н. Головатый, М. Кармазина, А. Картунов, Л. Кормич, И. Кресина, А. Кудряченко, Н. Михальченко, М. Панчук, Ф. Рудич, В. Солдатенко, А. Толстоухов, Ю. Шайгородский, Ю. Шаповал, Л. Шкляр, В. Якушик.